# Jutro na Madagaskar!
Jutro na Madagaskar! – książka Arkadego Fiedlera stanowiąca reportaż podróżniczy, będący owocem pobytu autora na Madagaskarze w latach 1937–1938. Pierwsze wydanie, nakładem TW „Rój”, ogłoszono w Warszawie w 1939 roku.

## Geneza
W maju 1937 roku podróżnik, przyrodnik i publicysta Arkady Fiedler wyruszył wraz z polską delegacją pod kierownictwem Mieczysława Lepeckiego na Madagaskar (będący wówczas francuską kolonią). Polski rząd rozważał wówczas zakup wyspy, która stałaby się tym samym pierwszą polską kolonią. Delegacja miała na celu zbadanie możliwości kolonizacji wyspy przez polskich osadników. Grupa dotarła na Madagaskar 31 maja 1937 roku i spędziła na nim 10 tygodni, w trakcie których odbywała podróże po całej wyspie. Po tym okresie Fiedler nie powrócił z resztą ekipy, ale pozostał jeszcze przez rok na Madagaskarze, mieszkając w tym czasie wśród tubylców z plemienia Betsimasaraka w miejscowości Ambinanitelo, w północno-wschodniej części wyspy. Najwięcej uwagi podróżnik poświęcił wówczas obserwacji okolicznej przyrody, zwłaszcza fauny. Pisał również teksty, które stały się podstawą późniejszych publikacji, na maszynie do pisania, którą specjalnie zabrał.

## Książka
Po powrocie do kraju autor sporządził raport dla Ministerstwa Spraw Zagranicznych, w którym dość sceptycznie odnosił się do wizji stworzenia na Madagaskarze polskiej kolonii. W 1939 roku, nakładem TW „Rój”, ukazała się także książka pt. Jutro na Madagaskar!
W książce Fiedler również odniósł się do kwestii polskiego osadnictwa na Madagaskarze, będąc przychylnie nastawionym do zagadnienia (entuzjatyczny styl miał jednak pewne podłoże propagandowe i nie oddawał w pełni odczuć autora), choć nadal dość sceptycznym. Pisał m.in.: Wierzę w polskiego osadnika w Ankezinie. Wierzę, że Madagaskar to tak. Jeżeli uczciwie, rozumnie, bez wybujałej fantazji, bez chorobliwej ambicji, bez niebezpiecznych marzycieli, lecz realnie, skromnie, w ramach możliwości, powtarzam: uczciwie to tak. Autor podnosił m.in. kwestię niedostatków żyznej gleby i innych trudności dla potencjalnej działalności rolniczej. Sceptycznie odnosił się też do pomysłów osiedlenia Żydów na Madagaskarze.
Jutro na Madagaskar! zawiera również informacje na temat historii Madagaskaru, w tym o polskich wątkach, czyli działalności Maurycego Beniowskiego i Jana Beyzyma.
Autor z szacunkiem wyrażał się o tubylcach, nadając książce antyrasistowską wymowę. Nie brakuje również krytycznych akcentów odnośnie kolonializmu. Publikacja zawiera treści poznawcze i wychowawcze. Fiedler negatywnie odnosił się jednak do malgaskich wierzeń i zabobonów.
Książkę wypełniają opisy krajobrazów i roślin. Szczególnie dużo miejsca autor poświęcił opisowi zwierząt i ich zachowań. Swym przyjaznym nastawieniem do małych ssaków (podczas pobytu na wyspie Fiedler posiadał dwa oswojone lemury) dawał przykład humanitarnego stosunku do zwierząt.

## Odbiór
Jutro na Madagaskar! spotkało się z żywym odbiorem recenzentów i pozostałych czytelników. Książka oczekiwana była zwłaszcza w kręgach zainteresowanych kwestią polskiej kolonizacji wyspy. Publikacja doczekała się później nowych wydań. Na łamach prasy ukazały się przychylne recenzje Ksawerego Pruszyńskiego, Juliusza Kadena-Bandrowskiego, Waleriana Lachnitta, Witolda Hulewicza oraz Czesława Centkiewicza.

## Kontekst
Publikacja Jutro na Madagaskar! została wydana niedługo po pierwszej podróży Fiedlera na Madagaskar. Była to pierwsza książka tego autora o tematyce związanej z Madagaskarem. Książki te stanowią kanon polskiej literatury podróżniczej. Kolejną publikacją książkową Fiedlera poświęconą Madagaskarowi była wydana w 1944 roku Żarliwa wyspa Beniowskiego. Część pierwsza tej książki, zatytułowana Wyspa, która wabi, to przerobiona wersja tekstu książki Jutro na Madagaskar! Następnie wydane zostały Radosny ptak Drongo (1946), Gorąca wieś Ambinanitelo (1953) i Wyspa kochających lemurów (1957) – ta ostatnia była zaktualizowanym autorskim opracowaniem Jutro na Madagaskar! W latach 1965–1966 Fiedler odbył swą drugą i ostatnią podróż na Madagaskar, po czym ukazała się jeszcze jedna książka poświęcona tej wyspie, Madagaskar okrutny czarodziej (1969).